# 이용석 (연출자)
이용석(1969년 4월26일)은 대한민국의 드라마 연출가이다.
1993년 공채3기 SBS 드라마PD로 입사했다. 2000년 SBS 일요아침 드라마 《좋아좋아》로 연출가로 데뷔하였다. 2008년 이준기 주연의 사극 《일지매》로 주목받았으며, 2018년 《해치》를 연출하였다. 2020년 3월 SBS를 떠나 프리랜서 연출이 되었다. 2022년 MBC 금토드라마 《닥터로이어》를 연출했다.

## 학력
- 고려대학교 신문방송학과 학사

- 뉴 스쿨 대학교 미디어학과 석사
- 고려대학교 대학원 언론학 박사

## 경력
- SBS 더 스토리웍스 대표
- SBS 드라마본부 EP
- 고려대학교 미디어학부 겸임교수

## 드라마
- 1999년 SBS 아침연속극 《그녀의 선택》 ... 공동연출
- 2000년  SBS 일요아침드라마  《좋아 좋아》 ... 연출
- 2001년  SBS 오픈 드라마(단막극)  《아내와 간통한 남자》 ... 연출
- 2001년  SBS 오픈 드라마(단막극)  《아내의 아이를 키운 남자》 ... 연출
- 2001년  SBS 오픈 드라마(단막극)  《내가 버린 여자》 ... 연출
- 2001년  SBS 오픈 드라마(단막극)  《신혼부부 비디오 사건》 ... 연출
- 2002년  SBS 일일시트콤      《대박가족》 ... 연출
- 2003년  SBS 청춘드라마          《스무살》
- 2003년  SBS 추석특집극          《팥쥐엄마》
- 2006년  SBS 드라마스페셜         《무적의 낙하산 요원》 ... 연출
- 2007년  SBS 드라마스페셜         《쩐의 전쟁》 ... 공동연출
- 2008년  SBS 드라마스페셜         《일지매》 ... 연출
- 2010년  SBS 일일드라마      《아내가 돌아왔다》 ... 연출
- 2012년  SBS 대기획          《대풍수》 ... 연출
- 2015년  SBS 드라마스페셜    《마을 - 아치아라의 비밀》 ... 연출
- 2018년  SBS 월화드라마        《해치》 ... 연출
- 2022년  MBC 금토드라마     《닥터 로이어》 연출

### 프로듀서
- 2003년  SBS 드라마스페셜         《천국의 계단》 ... 프로듀서

## 논문
- 이용석, 김정현. (2017). 텔레비전 드라마의 외주계약 형태 분석. <한국방송학보>, 31권4호, 85-129.
- 이용석, 박지훈, 배하영, Wang Yue, 윤소라.(2021). A급 작가 보유 여부에 따른 드라마 기획 방식의 차이: 작가주도형 기획 체계와 프로듀서 주도형 기획 체계를 중심으로. <한국방송학보>,35권5호, 155-190.
- 이용석·박지훈·Wang Yue·배하영·윤소라(2022). 2000년대 이후 방송 산업의 변화: 드라마 규모와 기획 출처의 시기적 변화를 중심으로. 방송통신연구. 117호, 105-142.